# 希拉里和比尔·克林顿的白宫官方肖像

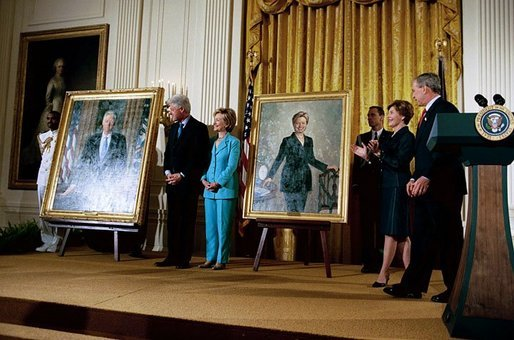
揭幕式现场（2004年）

2016年在白宫展示的比尔·克林顿肖像

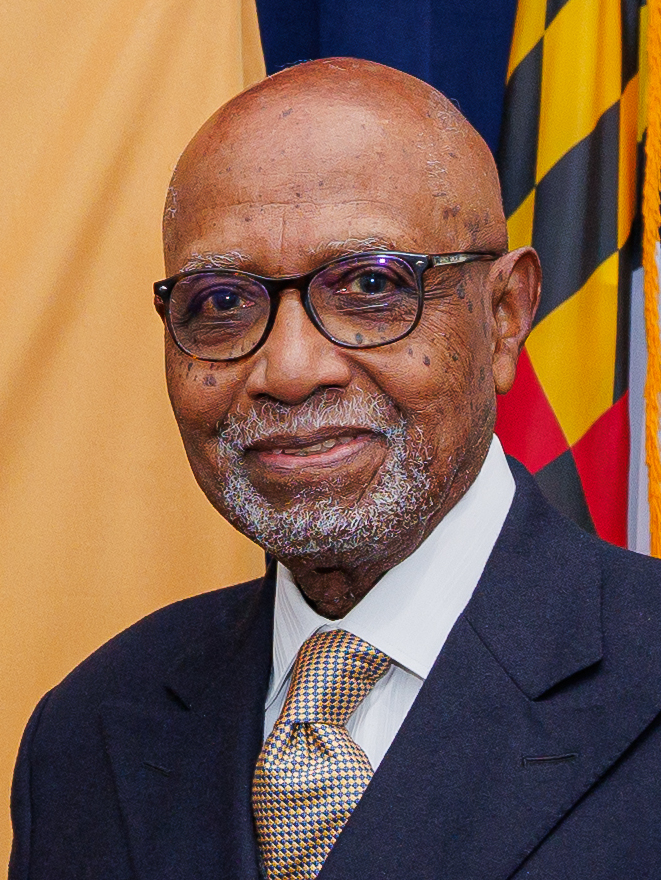
2025年的西米·诺克斯

比尔·克林顿总统和美国第一夫人希拉里·克林顿的白宫官方肖像由西米·诺克斯（英語：Simmie Knox）于2002年绘制。诺克斯是第一位绘制白宫官方肖像的非裔美国艺术家。这些画作由白宫历史协会委托绘制，并于2004年在白宫揭幕。

## 绘制背景
露丝·巴德·金斯伯格向克林顿夫妇推荐了诺克斯，因其非常欣赏诺克斯为斯波茨伍德法官威廉·罗宾逊三世所作的肖像画。金斯伯格要到了诺克斯的名片，并在寻找肖像画家的过程中向克林顿的工作人员提到了诺克斯。比尔·克林顿于2000年12月与诺克斯会面，并在2001年1月卸任前邀请他创作肖像画。诺克斯于2002年完成了这两幅肖像画（即克林顿2001年离任之后）。诺克斯是第一位作品在白宫悬挂的非洲裔美国肖像画家。2004年6月14日，这两幅画作在白宫东厅揭幕，时任美国总统的乔治·W·布什和其夫人劳拉·布什也出席了揭幕式。布什总统表示，克林顿显然“热爱总统的工作。他让这间房子充满活力和欢乐。他是一个热情而温暖的人，他可以提出令人信服的理由并有效地推进吸引他从事公共服务的事业”，而希拉里“是一位非凡的人，能够竞选并赢得美国参议院席位。她已经证明自己更有能力应对挑战……”。布什指出，希拉里是唯一一位在白宫悬挂肖像的现任参议员。克林顿和罗德姆家族成员以及克林顿政府前成员均出席了揭幕式。随后在白宫宴会厅共进了午餐。
雷米卡·L·宾厄姆的诗作《西米·诺克斯为白宫绘制比尔·克林顿》以诺克斯的视角创作，想象了他与克林顿的互动。该诗发表于2007年尼基·芬尼主编的诗集《The Ringing Ear: Black Poets Lean South》。克林顿和诺克斯都在美国南方的贫困环境中成长，宾厄姆在诗中展现了这一背景。诺克斯表示，他们相似的成长经历使他与克林顿关系更加亲近。他提到，克林顿深知“……曾经历过某种生活、曾被剥夺某些东西的感受”。诺克斯自克林顿上任之日起，便渴望为其作画。

## 描述

### 比尔·克林顿的肖像
诺克斯为比尔·克林顿创作的肖像画尺寸为56 x 44 ⅛英寸。画中，克林顿身着海军蓝色西装，搭配浅蓝色领带。诺克斯称克林顿是一个“非常直率的人”，他的态度是“以真实的自己示人，而这正是我想要表现的”。该肖像画于2002年完成，诺克斯根据在椭圆办公室拍摄的照片为蓝本进行创作，并在过程中多次与克林顿会面。画中，克林顿站立并直视观者。诺克斯特别自豪地捕捉了克林顿的眼神，使其看起来能在房间内随观者移动。这幅作品也是首幅包含美国国旗的美国总统肖像画。

### 希拉里·克林顿的肖像
希拉里·克林顿的肖像画尺寸为47 15/16 x 36英寸。画中，她身穿深色裤装。画中的餐盘是白宫历史协会为纪念白宫成立200周年赠送给白宫的。她的著作《It Takes a Village》则摆放在她身旁的桌子上。希拉里看到诺克斯为其丈夫比尔·克林顿绘制的一些素描后，隧邀请他为自己创作肖像画。在她的书《Something Lost, Something Gained》中，希拉里回忆起自己在2024年日本首相国宴前不久看到这幅肖像画的情景。比尔指给她看时，她感叹自己在画中显得年轻许多，“我们共同度过的生活何其奇妙，如梦似幻。”。